# 雪窦重显
雪窦重显（980年—1052年7月8日），俗姓李，字隱之，諡號明覺，遂州遂寧縣人，北宋云门宗僧人。谥号明觉大师。云门宗禅法在雪窦重显时期大张旗鼓，风靡天下，和临济宗平分秋色，当时有“云门、临济，独盛天下”的美誉，而雪窦重显也被誉为云门宗中兴祖师。因長期住持於雪竇山資聖寺，故世人慣以「雪竇重顯禪師」稱謂。

## 生平
980年（太平興國五年），重显出生在遂州遂宁县（今四川省遂宁市船山区），母文氏。重显家是当地富豪，宗奉儒学。7岁时，有一僧過其家門，重顯聞梵唄之聲，懇請父母讓其出家，父母執不可。咸平年间父母去世，重显在益州普安院仁诜禅师门下出家得度，到大慈寺元莹处听讲宗密的《圆觉经略疏注》。1003年（咸平六年），重显受具足戒。后来又投入随州智门光祚门下，跟随他五年。於池州景德寺做過首座和尚，為眾講說僧肇《般若無知論》。在钱塘灵隐寺三年隐居之后，移居苏州翠峯寺。住持於翠峯寺約二至三年時間，翠峯寺卻是雪竇禪師展開住持弘法的第一座寺院。翌年移居明州雪窦山资圣寺，被誉为云门宗中兴之祖。1052年（皇祐四年）入寂，世寿73岁，僧腊50载，谥号“明觉大师”。

## 著作
- 《雪窦明觉禅师语录》六卷
- 《瀑泉集》一卷
- 《祖英集》一卷
- 《洞庭语录》一卷
- 《雪窦开堂录》一卷
- 《雪窦拈古集》一卷
- 《頌古集》一卷
- 《雪窦后录》一卷
- 《雪窦拾遗》一卷
- 《碧巖集》[4]

## 師承
- 智門光祚

## 弟子
- 天衣義懷[1]
- 稱心省倧
- 稱心守明
- 承天傳宗
- 南明日慎
- 投子法宗
- 實相蘊觀
- 君山顯昇
- 洞庭惠金

## 外部連結
- 雪窦重显 （页面存档备份，存于）
- 雪竇重顯禪師生平與雪竇七集之考辨  （页面存档备份，存于）